# 15611 Leejoonyoung
A 15611 Leejoonyoung (ideiglenes jelöléssel (15611) 2000 GD127) a Naprendszer kisbolygóövében található aszteroida. A LINEAR projekt keretében fedezték fel 2000. április 7-én.